# Bedfordview
Cet article possède un paronyme, voir Bedford.
Bedfordview est une banlieue aisée de l'ouest de la municipalité métropolitaine d'Ekurhuleni, partageant une frontière administrative avec la municipalité métropolitaine de Johannesburg, dans la province de Gauteng, en Afrique du Sud.
Le quartier est connu pour son centre commercial Eastgate Shopping Centre, l'un des plus grands centres commerciaux d'Afrique.

## Toponymie
Le nom du quartier tire son origine d'un concours qui a eu lieu en 1926 pour nommer la région. La gagnante du concours a pensé qu'il y avait une belle vue sur la ferme Bedford. Le nom du quartier a été enregistré sous le nom de « Bedford View ». Le nom finit par être contracté en un seul mot. Le 24 février 1926, le nom de la banlieue est reconnu officiellement.

## Histoire
Le quartier de Bedfordview a été fondé à l'origine par des colons blancs au XIXe siècle.
Planifié en mars 1992, le quartier fusionne vers 1994 avec la ville de Germiston, le quartier de Palm Ridge et le township de Katlehong pour former le Conseil transitionnel du Grand Germiston,. Par la suite, cela a été à son tour fusionné avec d'autres villes d'East Rand pour former la municipalité métropolitaine d'Ekurhuleni, qui incorporait les anciennes municipalités d'Alberton, Bedfordview, Benoni, Boksburg, Brakpan, Edenvale, Germiston, Kempton Park, Nigel et Springs.

## Géographie
La banlieue de Bedfordview est située à l'ouest de la municipalité métropolitaine d'Ekurhuleni. Sa superficie est de 11,07 km2.

## Démographie

### Population
La population de Bedfordview est estimé à 13 959 habitants en 2011, soit une diminution de 34,44 % depuis le dernier recensement de 2001 qui tablait la population à 21 294 habitants. Le quartier de Bedfordview compte 53,05 % de femmes et 46,95 % d'hommes dans sa population en 2011.
| 2001   | 2011   |
| ------ | ------ |
| 21 294 | 13 959 |

### Composition ethno-raciale et origines ancestrales
La population y est majoritairement blanche et de classe moyenne. Selon le recensement de 2011, la banlieue compte 13 959 habitants dont 8925 blancs (63,94 % de la population en 2011 contre 70,32 % % en 2001), 4789 noirs (22,49 % de la population en 2011 contre 23,25 % en 2001), 244 coloureds (1,75 % en 2011 contre 1,39 % en 2001) et 1081 indiens ou asiatiques (7,74 % en 2011 contre 5,80 %). Selon le recensement d'Afrique du Sud de 2011, la population du quartier était composée de 3,32 % —464 personnes— de personnes n'entrant dans aucune de ces catégories,.
|                       | 2001                  | 2011                |
| --------------------- | --------------------- | ------------------- |
| Blancs                | 14 974 hab. (70,32 %) | 8925 hab. (63,94 %) |
| Noirs                 | 4789 hab. (22,49 %)   | 3245 hab. (23,25 %) |
| Indiens et asiatiques | 1234 hab. (5,80 %)    | 1081 hab. (7,74 %)  |
| Autres                | -                     | 464 hab. (3,32 %)   |
| Coloureds             | 297 hab. (1,39 %)     | 244 hab. (1,75 %)   |

### Quartiers
Le quartier de Bedfordview comporte de nombreux quartiers correspondant à des suburbs (banlieues). Il comprend en tout sept banlieues principales dont Bedford Gardens, Bedford Park, Essexwold, Morninghill, Oriel, Senderwood, St Andrews et Malvern East.

## Culture locale et patrimoine

### Lieux et monuments
- Le mémorial de Sir George Farrar, érigé en 1915 à la mort du Randlord et le magnat des mines, George Farrar.

### Patrimoine civil
- La Maison George Farrar, connu sous le nom de Bedford Court, résidence de George Farrar, inscrite au titre des monuments nationaux. Elle a été conçue en 1903 par l'architecte britannique Herbert Baker dans laquelle George Farrar et sa famille ont résidés jusqu'en 1915. Le bâtiment abrite depuis 1920, St Andrew's School for Girls.